# G. Madhavan Nair

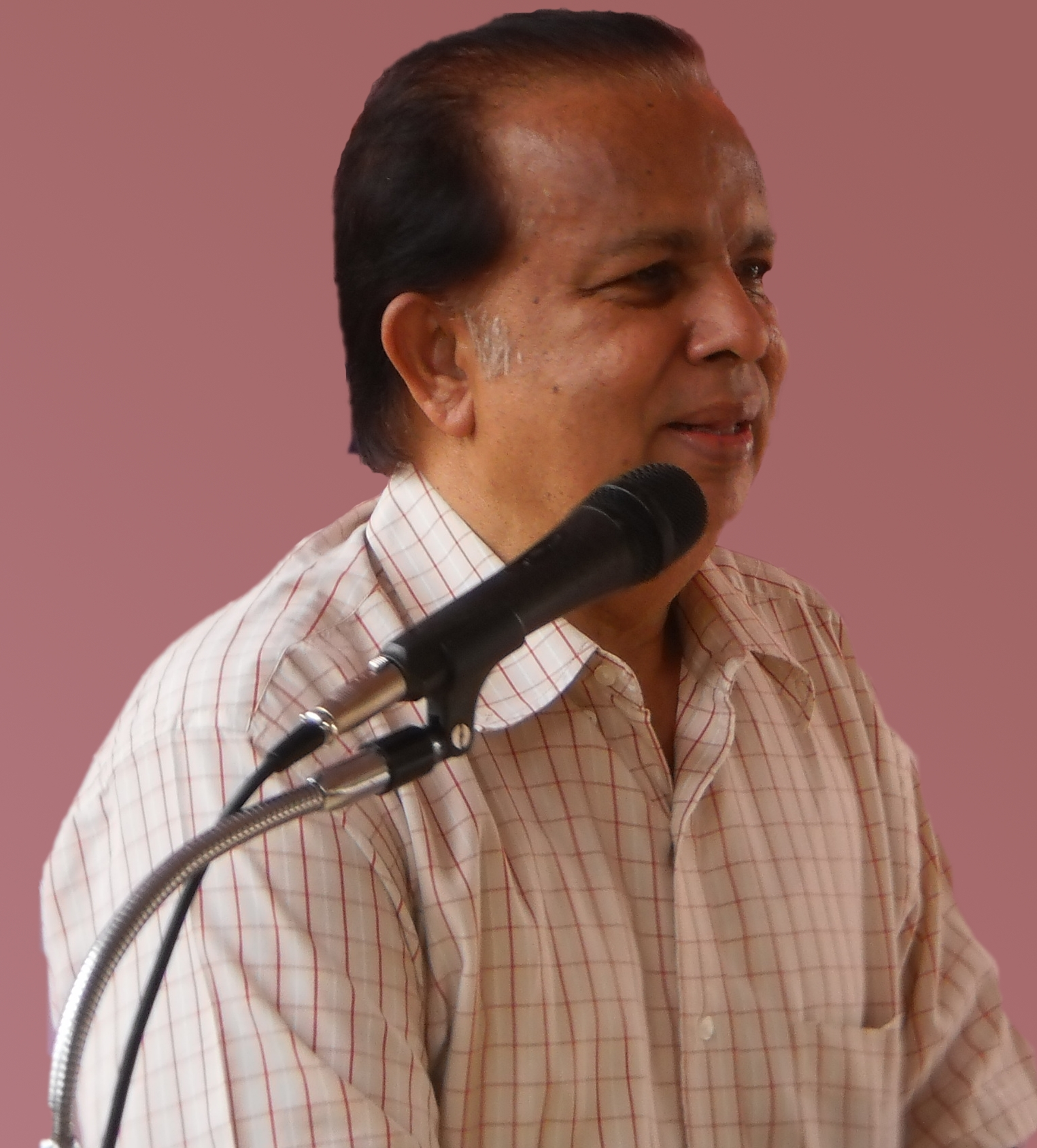
Madhavan Nair

G. Madhavan Nair (* 31. Oktober 1943 in Thiruvananthapuram, Kerala, Indien) ist ein indischer Wissenschaftler und Technologe.

## Leben
Nair wurde in eine Nayar-Familie, die der indischen Mittelklasse angehörte, geboren. Er besuchte eine Schule im Kanyakumari-Distrikt. Sein Ingenieurstudium am College of Engineering, Trivandrum, der Universität Kerala schloss er 1966 mit dem akademischen Grad eines Bachelor of Science ab. Nach Abschluss des Studiums
nahm er an einem Ausbildungsprogramm an der Bhabha Atomic Research Center (BARC) Training School in Mumbai teil.
Er war von September 2003 bis Oktober 2009 Leiter der indischen Raumfahrtbehörde ISRO.
Madhavan Nair gilt als Befürworter der Pläne des Präsidenten Abdul Kalam, aus Indien eine Raumfahrtnation zu machen.

## Auszeichnungen
- 1998: Padma Bhushan
- 2009: Padma Vibhushan
- 2009: Wahl zum Präsidenten der International Academy of Astronautics gewählt.[1]